# Шуйско-Смоленская икона Божией Матери
Шу́йско-Смоле́нская ико́на Бо́жией Ма́тери (также Шу́йская-Смоленская икона Божией Матери, Шу́йская икона Божией Матери, Одиги́трия Шуйская) — почитаемая Русской православной церковью чудотворная икона Богородицы с младенцем Христом на руках, относящаяся к типу Одигитрия.
Икона написана в 1654 году в городе Шуе Ивановской области иконописцем Герасимом Иконниковым по заказу прихожан Воскресенского храма во избавление от эпидемии чумы. Во время создания образа как списка Смоленской иконы Божией Матери его иконография чудесным образом изменилась. После молитв перед новой иконой чума покинула город. В 1666—1667 годах сообщения о многочисленных исцелениях от иконы привлекли к себе внимание руководства страны и Церкви, после чего специально созданная церковная комиссия проверила эти сообщения, официально признала икону чудотворной. Она стала главной святыней Воскресенской церкви, вскоре ставшей собором, и города Шуя в целом и приобрела широкую известность в России. С XVII века было создано множество списков иконы, некоторые из которых тоже прославились чудотворениями. С конца 1930-х годов, когда был закрыт Воскресенский собор, местонахождение иконы, официально признанной памятником искусства, остаётся неизвестным.
Особенность, отличающая Шуйско-Смоленскую икону, — характерное положение ручек и ножек Иисуса. Несмотря на нерукотворное происхождение нового образа, его иконография существовала значительно раньше 1654 года. На Руси она была известна с XV—XVI веков. Появившееся в середине XVII века название Шуйско-Смоленской иконы Богоматери сейчас переносится на любые иконы этого извода, в том числе на те, которые были созданы до написания собственно Шуйской иконы в 1654 году.

## История иконы

### Появление

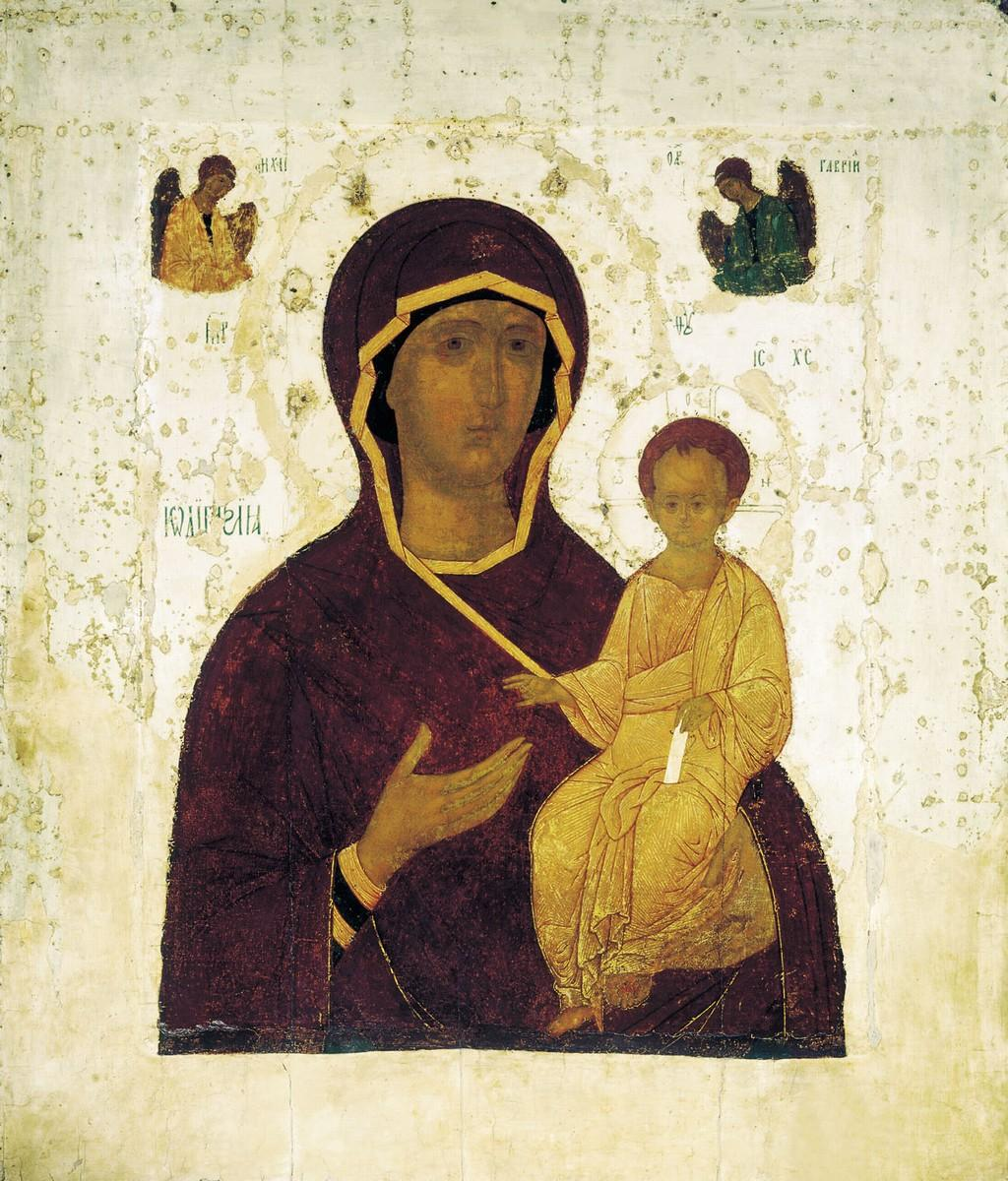
Смоленская икона Божией Матери

Летом 1654 года из Москвы на почти всю центральную часть страны распространилась одна из страшнейших в истории эпидемия чумы. Народное сознание видело в эпидемии наказание Божие за грехи, и в поисках спасения люди обращались к божественным силам, особенно часто к Богородице. Со вмешательством чудотворных икон Богородицы (Югская, Седмиозерная, Грузинская, Боголюбская, Шуйско-Смоленская и другие) связывают прекращение эпидемии в нескольких городах.
Историю появления святыни описывает литературный памятник XVII века — «Сказание о иконе Богоматери Шуйской» (или «Сказание о чудесах бывших от Шуйско-Смоленской иконы Божией Матери»). В страдающей от чумы Шуе один из прихожан Воскресенского храма (впервые упоминается в 1629 году как весьма бедная деревянная церковь с приделом Николая Чудотворца) предложил ради спасения от мора всем приходом собрать деньги для написания нового списка Смоленской иконы Божией Матери, которая покровительствовала их храму. «Сказание…» так описывает этот момент:

В это смертоносное время одному прихожанину шуйской Воскресенской церкви пришла на ум богоугодная мысль предложить всем прихожанам той церкви написать новую икону Пресвятой Богородицы, которая называется Смоленскою. И вот — в один праздничный день, когда в церкви было великое множество народа, он, по окончании Божественной службы, высказал всем прихожанам своё предложение. Те согласились на него с радостию и тот час же начали разсуждать о том, где бы им для этой цели найти хорошего иконописца и нашли такового в своём городе. То был некий Герасим Тихонов Иконников, которому и повелели писать Смоленскую икону Божией Матери со всяким благоговением и поспешностию. Иконописец сказал им: «я с радостию обещаюсь исполнить ваше поручение, только бы помогла мне Пресвятая Владычица Богородица». И нимало не отлагая времени, он принялся за писание иконы. В продолжение всей недели, в которую писалась святая икона, иереи совершали молебное пение, со всеми прихожанами своими каждый день ходили в церковь Божию ко всякой службе, бодрствовали, постились и молились.

Если к этому времени весть об освобождении Смоленска от поляков уже достигла Шуи, то это могло быть дополнительным поводом к написанию именно Смоленского образа. Герасим Тихонович Иконников был потомственным иконописцем, кисти которого принадлежал, например, местночтимый Владимирский образ Богоматери из села Взорнова близ Шуи (сейчас это часть Шуи). А сама Шуя в XVII веке была одним из местных центров иконописания.
Местное предание, не приведённое в «Сказании…», гласит, что первое чудо иконы произошло ещё на этапе её создания. Герасим нанёс на доску прорись, а наутро обнаружил, что чудесным образом изменилось положение ручек и ножек Иисуса. Мастер исправил изображение в соответствии с каноном Смоленской иконы Богоматери, но через день вновь обнаружил то же изменение. Иконописец более не осмеливался исправлять образ и объявил горожанам о случившемся как о проявлении Промысла Божия, а поражённый и испуганный народ с благоговением прославлял Бога.
Согласно «Сказанию…», затем иереи и весь церковный причт подняли икону и понесли её из дома иконописца в Воскресенский храм. После того как икону разместили в храме, в местном ряду слева от Царских врат иконостаса, от неё стало исходить яркое свечение. Прихожане приносили деньги на её украшение, кто сколько мог. В течение нескольких дней с момента принесения иконы в храм люди целыми семьями приходили на каждую службу, истово молились, и только после этого чума стала отступать, сначала среди прихожан Воскресенского храма, а затем полностью покинула город. По данным краеведа В. А. Борисова, в результате эпидемии погибла почти половина населения города, в том числе Герасим со своей семьёй. Надпись в часовне, построенной в 1655 году в память об эпидемии, указывает, что она продолжалась в Шуе с 1 сентября по 12 октября 1654 года. То есть икона была написана в 1654 году. Однако иногда годом создания иконы называется 1655 год.

### Новые чудотворения
В 1666 году начались новые чудотворения вокруг иконы. Первое из них произошло в понедельник 16 апреля на Светлой седмице. Оно совершилось над одержимым «нечистым духом» сиротой Иаковом. По его словам, одержимым он стал после того, как нашёл на дороге платок с «калачиком опресночным», который он тут же и съел. Будто бы так на мальчика была наведена порча, и только после молитвы перед Шуйско-Смоленской иконой в храме он получил на глазах у людей исцеление. Вскоре новость о первом чуде распространилась по Шуе и окрестностям, и люди потянулись к иконе в Воскресенский храм. Чудеса были зафиксированы в так называемых «описаниях чудес». Разные списки описаний упоминают от 40 до 85 чудес, начавшихся в 1666 году. Чудеса представляли собой исцеления от болезней глаз, психических и умственных расстройств, от других недугов. Наибольшее число исцелений зафиксировано 28 июля 1666 года (день празднования Смоленской иконы Божией Матери) и в следующий день. По инициативе шуйского духовенства была составлена челобитная царю Алексею Михайловичу, сообщавшая о событиях вокруг иконы, и «чудесем роспись» для руководства Церкви, в которой речь шла уже о 103 чудесах. Челобитная и роспись были доставлены посланниками из Шуи в Москву в октябре 1666 года. Шуйские события заинтересовали руководство страны. Накануне 28 июля 1667 года по указу царя и с благословения патриарха Иоасафа II в Шую прибыла возглавляемая архиепископом Стефаном комиссия из московского и суздальского духовенства для установления подлинности чудес. Из Шуи велась переписка с Москвой, сопровождавшая прославление новой иконы, что зафиксировано в восьми старинных актах. Стефан сообщал патриарху о методах работы комиссии, тщательно изучавшей обстоятельства исцелений:

…и тех людей против росписи, которые от образа Пречистыя Владычицы исцелели, сыскивали, и свидетелев пред собою ставили и расспрашивали: какими скорбьми были они одержимы; и сколько годов и времён скорбели; и от образа ли Пречистыя Богородицы они исцеление получили; и отныне теми прежними скорбьми не скорбеют ли, или по-прежнему скорбят. А что, Государь, про то они <…> при отцах своих духовных сказали, и о том учинены книги, за руками их.

Отчёт комиссии опубликован в «Книге свидетельств чудотворнаго образа Пречистыя Богородицы Одигитрия чудесем, что в Шуе», которая является ценным источником, позволяющим реконструировать процессуальные нормы XVII века при разрешении или запрещении того или иного народного культа. В «Книге свидетельств…» опубликовано первое описание убранства иконы. В неё также были включены три исцеления, свидетелями которых стали сами члены комиссии. Немецкий историк А. Эббингхаус сделал вывод, что комиссия пришла к неоднозначным выводам, так как некоторые из свидетелей не смогли подтвердить достоверность чудес, иные чудеса комиссия охарактеризовала как «ложь». Однако другие исследователи, в частности, Н. И. Никонов, считают вывод А. Эббингхауса несостоятельным, поскольку в тексте отсутствует слово «ложь», за которое А. Эббингхаус мог принять специфически прописанное слово «ложилъ» в значении «приложил руку». Так или иначе, большинство чудес комиссия подтвердила, а икона была официально признана чудотворной. С результатами работы комиссии вскоре ознакомились царь и патриарх.
На месте деревянной Воскресенской церкви в 1667 году выстроена каменная, которая сделалась соборной (по одним данным — тогда же; по другим — в 1690 году), а икона стала главной святыней собора и города в целом и приобрела широкую известность в России, особенно в Верхневолжье и Поочье. 1666—1667 годы ознаменовались победой России в Русско-польской войне, по результатам которой Смоленск присоединялся к России, и созванием Большого Московского собора, который осудил Никона, но подтвердил правильность начатых им реформ. Не исключено, что отправкой делегации к Шуйско-Смоленской иконе власти решили отметить достижения в военной и духовной сферах, а чудотворения вокруг иконы могли бы быть восприняты как благословение свыше на проводимую в государстве политику. Исследователь Б. Л. Макарьянц особенно отмечает 1690 год в расширении почитания иконы, как на местном уровне, так и в Москве. Возможно, приблизительно в это время было создано похвальное слово иконе («Похвала пренасвятейшей и пречистей приснодеве Богородице Марии на чюдотворную и цельбоносную ея и честную икону Одигитрия, сущия во граде Шуи во храме живоноснаго Воскресения Господа Бога и Спаса нашего Иисуса Христа») — образец богословской риторики конца XVII века, известный по сборнику текстов из библиотеки графа и сенатора Ф. А. Толстого.

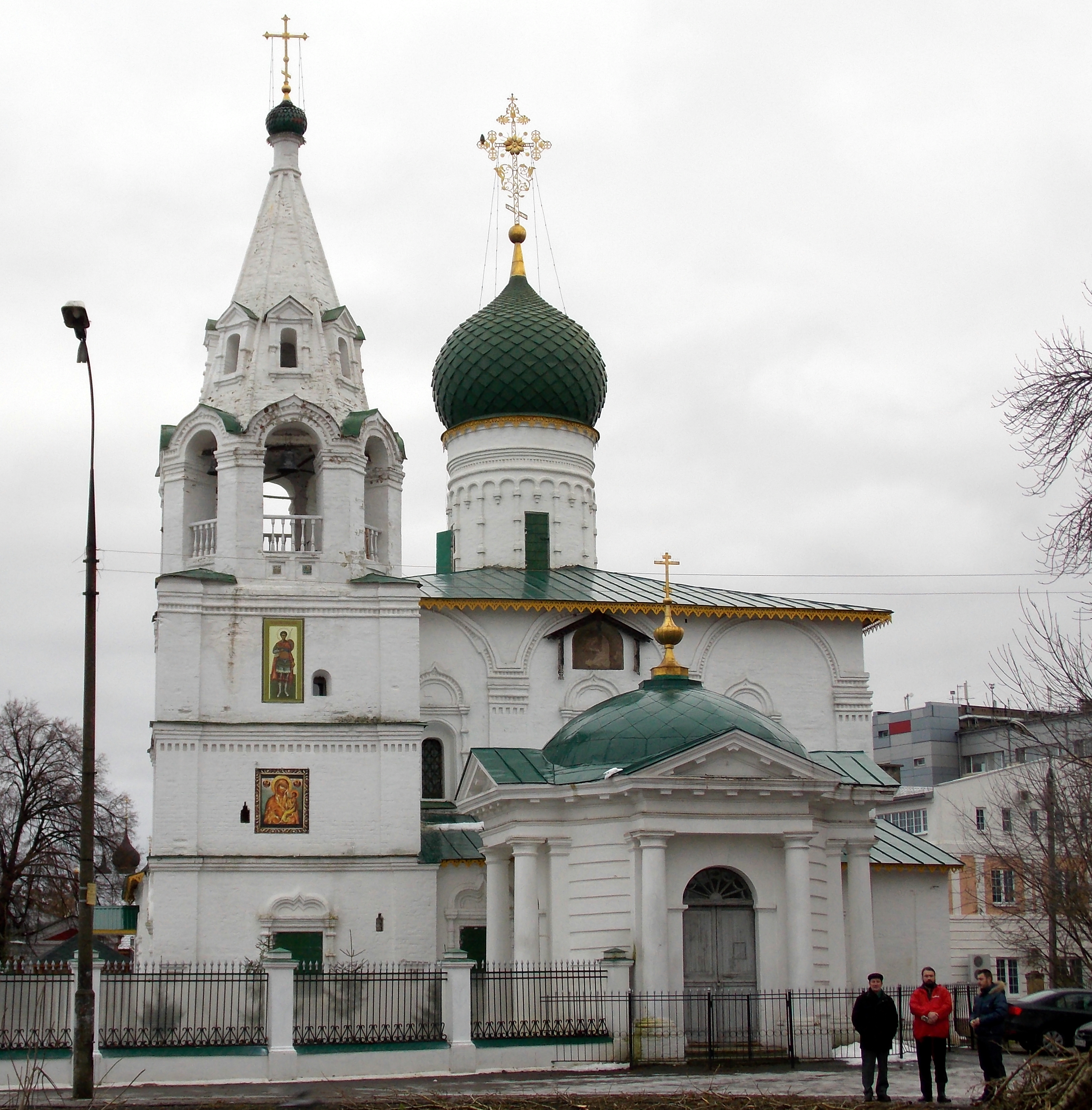
Церковь Дмитрия Солунского (Церковь Шуйской Смоленской иконы Божией Матери) в Ярославле. Икона размещена на колокольне

Шуйский краевед П. И. Гундобин в 1862 году опубликовал одну из поздних рукописей «Сказания…» вместе с описанием Воскресенского собора. В 1883 году «Сказание…» опубликовано в современном переводе иерея Воскресенского собора Евлампия Правдина. Первый исследователь этого произведения А. Эббингхаус счёл изложенную в нём историю легендой XVIII века, которым были датированы самые ранние из известных ему списков. Однако до наших дней сохранился список из собрания Ф. А. Толстого, датированный концом XVII века. «Сказание…», повествующее о появлении и первом прославлении иконы и заканчивающееся написанным от первого лица славословием Божией Матери, вместе с описаниями чудес и похвальным словом составляют единый литературный цикл. Историк древнерусской литературы Д. М. Буланин делает вывод, что весь цикл был написан в Шуе до приезда правительственной комиссии, но после сентября 1666 года. Он предполагает также, что «Сказание…», описания чудес и похвальное слово принадлежат разным авторам, но работавшим согласованно при участии клира Воскресенского храма. Впрочем, некоторые исследователи считают, что «Сказание…» не могло быть написано местными жителями и что авторов следует искать среди членов комиссии или близких к ним людей. Д. М. Буланин отмечает, что три части написаны каждая своим собственным стилем, но в совокупности составляют цельное и выдающееся литературное произведение. Раздел чудес выделяется на фоне других текстов этого жанра чрезвычайной детальностью описаний. «Сказание…» и особенно похвальное слово историк называет поздними репликами торжественного стиля «плетения словес».

### Дальнейшее почитание
Образ Шуйско-Смоленской Богоматери воспринимался народным сознанием как спасающий от болезней, моров, оберегающий на войнах.
В честь Шуйско-Смоленской иконы были освящены главные престолы в двух новых ярославских церквях (Димитрия Солунского (1673 год) и Иоанна Златоуста (1690 год)) и несколько придельных престолов в других городах.

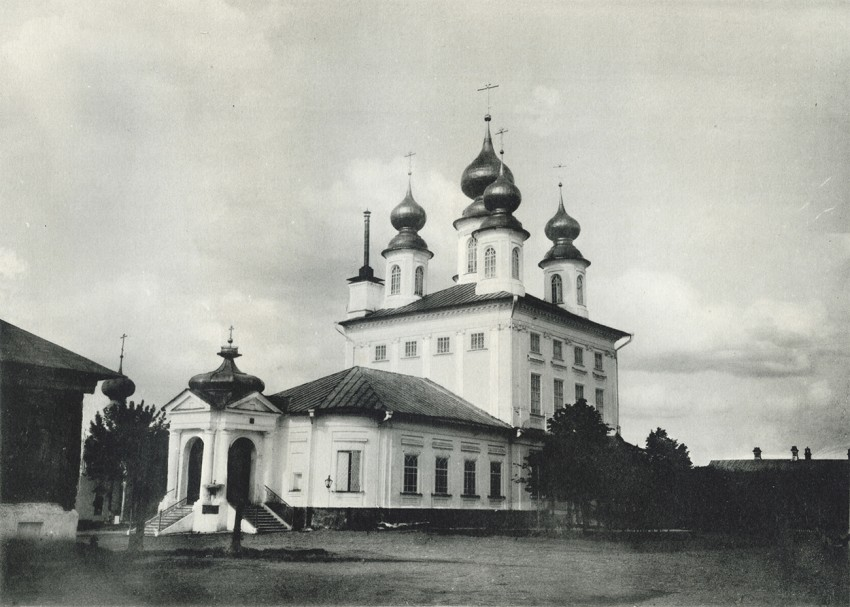
Воскресенский собор 1798/99 года в Шуе. Фото 1905 года

Неподтверждённое документально предание гласит, что в 1722 году император Пётр Великий по пути в Персидский поход посетил город Шую, чтобы приложиться к чудотворному образу. Якобы Пётр хотел увезти икону в Санкт-Петербург, но шуяне умолили императора оставить её им. Из походного журнала императора известно, что в 1722 году в Шуе или в окрестностях он не был. Исцеления от иконы продолжали происходить в XVIII веке, хоть и в меньших количествах. Воскресенский собор несколько раз подвергался пожарам, но икона оставалась цела. Во время эпидемии чумы 1771 года в селе Павлово был создан список Шуйской иконы. После крестного хода с ним вокруг села, как гласит предание, чума от Павлова отступила. К 1798—1799 годам достроен и освящён новый каменный Воскресенский собор. Икона находилась в освящённом в её честь главном приделе. Заступничеству иконы приписывают избавление Шуи от эпидемий холеры в 1831 и 1848 годах. Известно, что в 1837 году посещал Шую и прикладывался к иконе будущий император Александр II.
В начале XX века на территории нынешнего городского парка Шуи построена старообрядческая церковь. Сейчас она известна как церковь Шуйской Смоленской иконы Божией Матери. В начале 1920-х была закрыта, а затем уничтожена каменная часовня во имя Шуйско-Смоленской Божией Матери, построенная, по некоторым данным, в 1816 году.

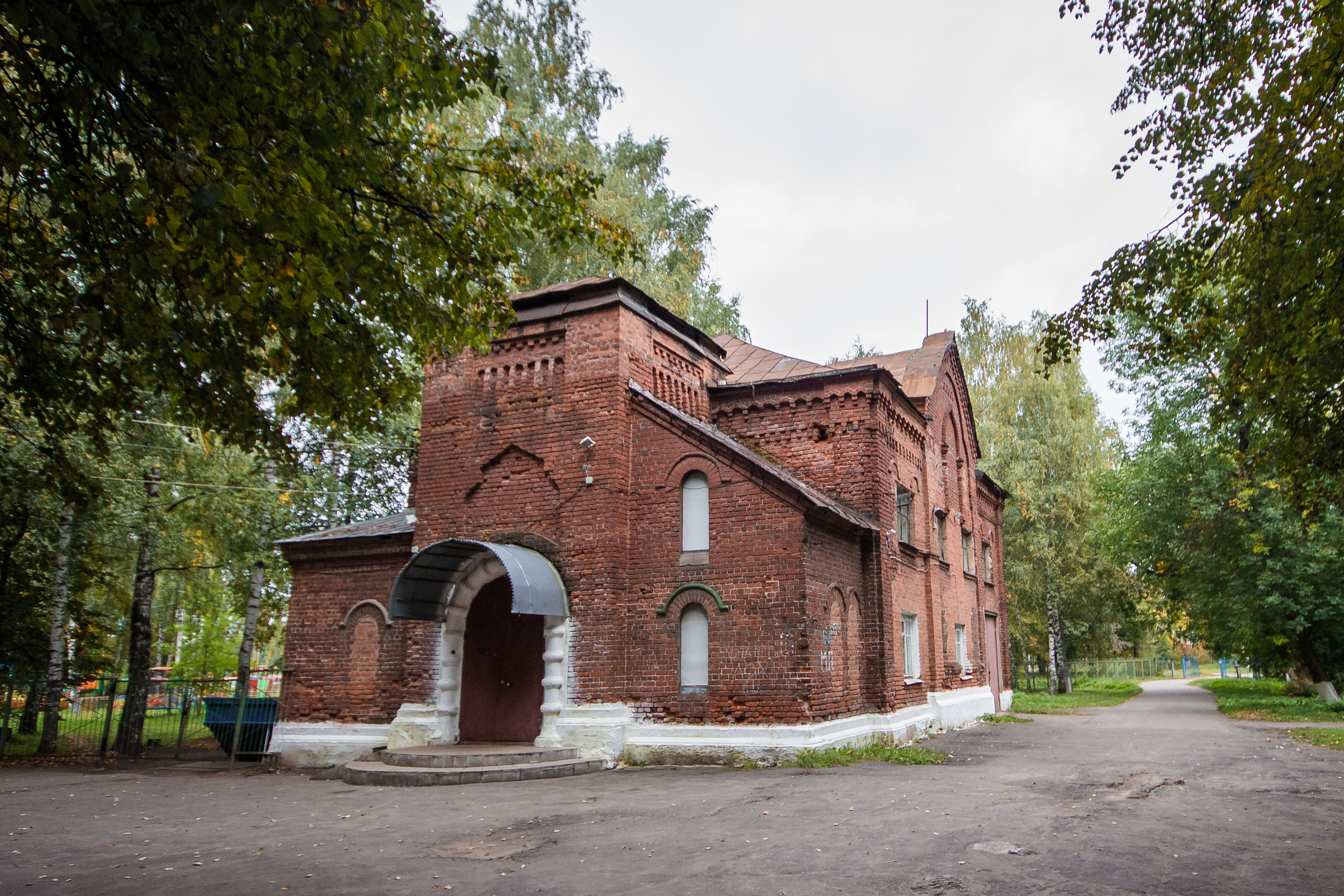
Старообрядческая церковь Шуйской Смоленской иконы Божией Матери в Шуе

В начале 1922 года советская власть инициировала кампанию по изъятию церковных ценностей. По свидетельству председателя уездной комиссии по изъятию церковных ценностей А. Н. Вицина, 6 марта комиссия застала настоятеля собора, протоиерея Павла Светозарова за работой по снятию с иконы простой серебряной ризы и замене её жемчужной, убранной бриллиантами. На вопрос комиссии о причине таких действий («переодевание» иконы осуществлялось лишь в храмовый праздник) священник «смутился и дал сбивчивый ответ». Видимо, Светозаров хотел показать, что торжественная риза и икона — это целостный памятник искусства, и таким образом уберечь ризу от изъятия. Очередной визит комиссии в собор был назначен на 15 марта. В этот день часть особого назначения применила оружие против протестующих верующих, собравшихся возле собора, в результате чего несколько гражданских были убиты и ранены, раненые были и со стороны сил властей. Эти события стали известны как Шуйское дело и привлекли к себе внимание высшего руководства РСФСР. 17 марта Светозаров был арестован, а 23 марта происходило изъятие имущества собора. 10 мая участвовавшие в шуйских волнениях Светозаров, палехский священник Иоанн Рождественский и мирянин (бывший большевик) Пётр Языков были расстреляны, несколько человек отправлены в тюрьму. После этих событий икона продолжала оставаться в соборе, но с неё были сняты драгоценные ризы.
В 1922 году художественное значение двух икон Шуйско-Смоленской Богоматери XVII и XVIII веков из Воскресенского собора отмечал Игорь Грабарь. В 1924 году шуйский священник Николай Миловский составил для иконы отдельную службу.

### Пропажа
В 1935 году инспектор по делам музеев Ивановской промышленной области, чья фамилия в документах не сохранилась, после посещения Шуи предложил Комитету по охране памятников обратить внимание на шуйские памятники искусства. Комитет, получив одобрение дирекции Третьяковской галереи, взял под охрану, помимо прочего, Шуйско-Смоленскую икону и её список 1745 года письма Б. И. Болотова. В 1936 году собор был отдан обновленцам, а 2 октября 1937 года постановлением облисполкома официально закрыт, хотя на деле богослужения проводились и после «закрытия». По данным шуйского краеведа Е. С. Ставровского, в действительности собор был закрыт только в сентябре 1939 года. По некоторым данным, здание было превращено в склад. Так или иначе, дальнейшие следы иконы теряются. Нет никаких сведений о передаче её в какой-либо музей. Некоторые полагают, что её вывезли за границу; другие — что она до сих пор хранится у кого-то из шуян.
После многолетнего запустения в 1990 году богослужения в Воскресенском соборе, переданном Церкви, возобновились. Сейчас в нём находятся икона XIX века, подаренная храму патриархом Алексием II в 1993 году, и образ кисти палехского диакона Александра Баранова. В дни празднования иконы в собор привозится её старинный список из Николо-Шартомского монастыря.

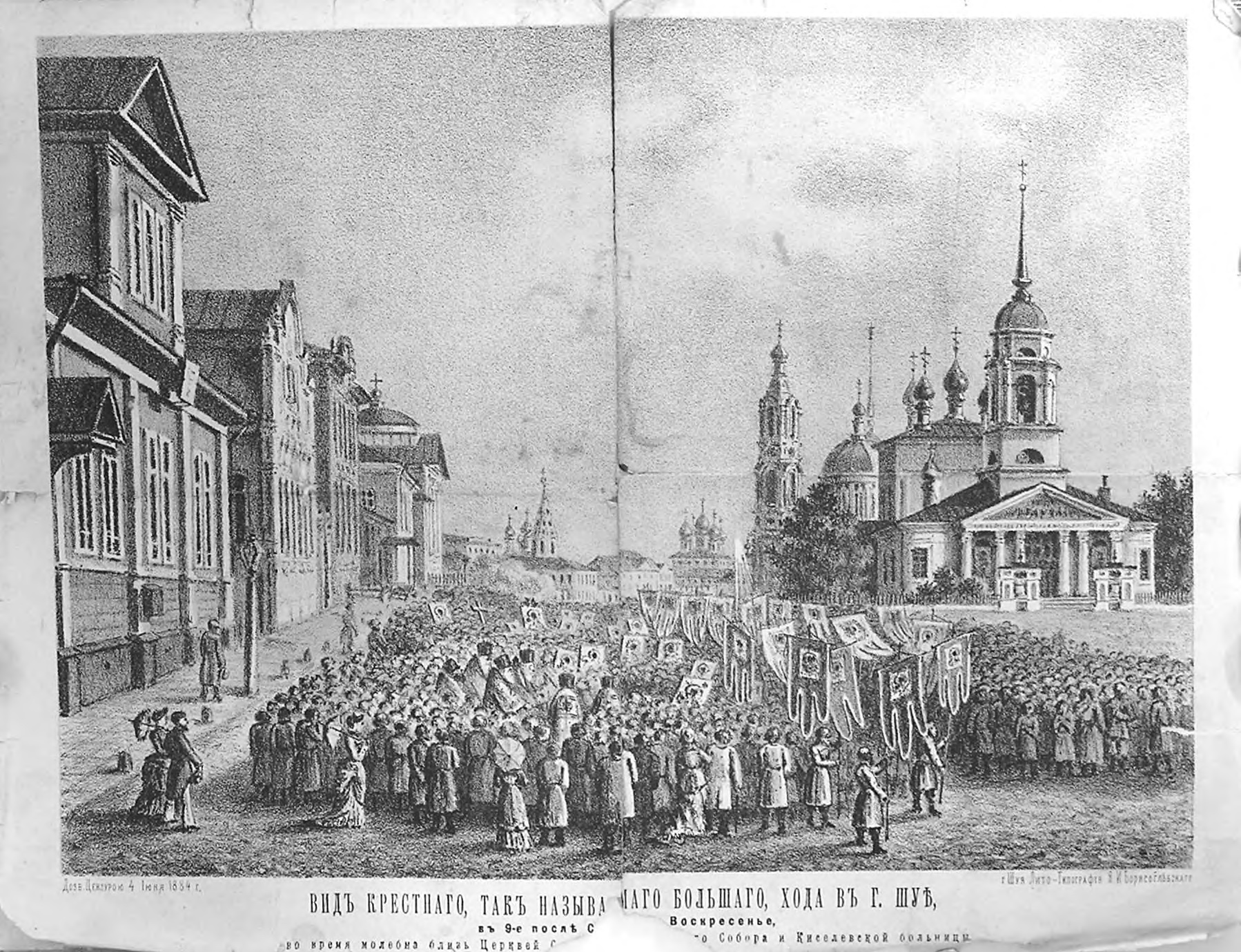
Большой крестный ход в Шуе в первое воскресенье Петрова поста. Литография XIX века

## Празднования
- Во вторник Светлой седмицы[42] — в память о первом чуде от иконы[12];
- 11 (24) июля[48] — празднование с 1831 года[49]. В современном календаре Русской православной церкви отсутствует;
- 28 июля (10 августа по новому стилю)[48][42] — в один день с празднованием Смоленской иконы Божией Матери, а также в память о прекращении эпидемии холеры в 1831 году. В этот день проводится крестный ход[50][49][51];
- 2 ноября (15 ноября)[42] — в память написания иконы, избавления Шуи от чумы и прекращения эпидемии холеры в 1831 году[52][12];
- В первое воскресенье Петрова поста — в этот день проводится первый по значимости Большой крестный ход, установленный, по преданию, в 1655 году в память об избавлении Шуи от чумы. Почему совершение Большого крестного хода установлено именно в первое воскресенье Петрова поста, остаётся неизвестным[50]. В современном календаре Русской православной церкви отсутствует.

## Описание
Шуйско-Смоленская икона имела размеры 110,7 × 88,7 см. В. А. Борисов в 1852 году писал, что икона писана на липовой доске, её краски довольно потускли и «от вырезов с краёв несколько осыпались», лики в предохранение от порчи покрыты слюдой, а зад иконы обшит красным бархатом. В. А. Борисов упоминал весьма богатую, но новую ризу. Из-за того, что икона постоянно находилась в ризе, описания цветовой гаммы не сохранилось. Возможно, скрытые окладом цвета были такими же, как на большинстве списков Смоленской иконы того времени. Для украшения иконы использовали две ризы, праздничную и повседневную, менявшиеся в зависимости от торжественности дня. Их описание опубликовано в 1883 году в книге Евлампия Правдина. Икона изображена на литографии в книге П. И. Гундобина 1862 года. Но первоначальная ли это икона или более поздняя, сейчас сказать трудно.

## Иконография
Ключевая особенность, отличающая Шуйско-Смоленскую икону от Смоленской и других икон Одигитрии, — характерное положение ручек и ножек Иисуса. На колене левой ноги стоит ступня правой ноги, пяточку которой Он поддерживает левой рукой. В правой руке, поставленной локтем на правое колено, — свёрнутый свиток Священного Писания, находящийся на уровне Его глаз (на Смоленском образе вместо свитка Он показывает благословляющий жест). Богоматерь склонила лицо к Младенцу, правой рукой Она поддерживает Его левую ножку.
Нехарактерные для русских икон жесты правой руки Богоматери и левой руки Иисуса имеют прототипы в западной живописи (например, «Мадонна со Младенцем», написанная Коппо ди Марковальдо в 1261 году, и одноимённая работа Барнабы да Модена 1367 года). Однако их сочетание в одном изображении известно лишь в православной иконографии. В этих жестах виден глубокий богословский смысл. Г. В. Сидоренко и Е. Н. Тарасова особое внимание уделяют пяте Христа, которую Он прикрывает рукой, и находят объяснение этого жеста в 15-м стихе 3-й главы Книги Бытия, где Господь сообщает Змию:

и вражду положу между тобою и между женою, и между семенем твоим и между семенем её; оно будет поражать тебя в голову, а ты будешь жалить его в пяту.
— Быт. 3:15
Это обетование именуется «первоевангелием», то есть первой благой вестью о грядущем Избавителе от рабства дьяволу. Женою именуется Богородица. Под семенем Змия подразумеваются чада дьявола по духу и антихрист. Под семенем Жены подразумеваются благочестивые люди и противник антихриста — Иисус Христос. В этой борьбе двух враждующих сторон для одной стороны наступит смертельный исход (поражение в главу), а для другой — сравнительно незначительный урон (ужаление в пяту). Под ужалением в пяту подразумевается смерть, которая явилась следствием греха для рода человеческого (1Кор. 15:55, 56). Однако смерть была побеждена распятым и воскресшим Христом. Таким образом, икона — своего рода «страстной» образ, связанный внутренним смыслом с 23-м воскресным псалмом (Пс. 23), свидетельствует о Младенце как о Спасителе. Как замечает Г. В. Сидоренко, изображением пяты правой ноги Христа, прикрытой Его рукою, и пяты левой Его ноги, прикрытой рукою Богоматери, указывается не только на исполнение обетования на Иисусе, его победу в духовной брани со злом, но и на апокалиптическое пророчество о Втором пришествии Спасителя. Богословская идея образа неразрывно связана с Пасхой и Божественной литургией. Вероятно, по той же причине празднование в честь иконы совершается на Светлой седмице. Свёрнутый свиток в руке Младенца — символ ветхозаветных пророчеств, исполнившихся в Христе, в том числе и «первоевангелия».

### Происхождение иконографии извода
Несмотря на нерукотворное происхождение иконографии, она существовала значительно раньше 1654 года. На Руси она была известна с XV—XVI веков, а в XVI веке получила широкое распространение. Иконы этого извода относятся к числу редких. Однако, возможно, они были известны шуйским иконописцам XVII века. Название Шуйско-Смоленской Богоматери появилось в XVII веке в связи с написанием иконы в Шуе, но сейчас оно переносится на любые иконы этого извода, в том числе более ранние. Наиболее ранним является образ XV века из местного ряда иконостаса Благовещенского собора Московского Кремля, ранее находившийся в кремлёвской церкви Николы Гостунского. Академик Н. П. Кондаков в 1910-х годах прослеживал происхождение извода от греко-итальянских икон, попавших через Афон и Грузию в Северо-Восточную Русь, и приводил в пример серебряную чеканную икону XVI века из грузинского Гелатского монастыря. На ней имеется надпись «Влахернитисса», что указывает на древние византийские истоки иконографии.
Иконы извода Шуйско-Смоленской Богоматери можно с достаточной степенью условности разделить на две группы. Иконы первого типа повторяют кремлёвский образ. Для них характерны: жест правой руки Младенца у щеки, под подбородком, мелкий орнамент на рубашке и положение гиматия, оставляющего открытым левое плечо; большие отвороты мафория Богоматери, изображённого с одним рядом складок на плече. Иконы второго типа отличаются усложнённой символикой одежд. Гиматий Христа покрывает Его спину и ноги, широкая перевязь складками развевается за спиной. Складки мафория Богоматери с каймами ниспадают двумя рядами, поверх мафория лежит орнаментальная лента. На некоторых иконах Богоматерь с Иисусом выделены средником, на полях изображены святые в различных композиционных сочетаниях, раскрывающих более углублённо богословскую идею образа или указывающих на происхождение иконы из того или иного монастыря. Иконы ниже приведены Е. Н. Тарасовой как наиболее ранние примеры извода Шуйско-Смоленской Богоматери. Из них, по её мнению, по многозначности богословско-литургической трактовки особенно отличаются икона из Муромского историко-художественного музея (относится к первому типу) и икона из Государственного исторического музея в Москве (второй тип). Общую идею сюжета иконы из Мурома Е. Н. Тарасова характеризует как персонифицированное изображение Церкви торжествующей. Характерная особенность иконы из ГИМа — одежды Христа и Богоматери. С правого плеча Спасителя свисает омофор, говорящий о Христе как о Великом Архиерее, взявшем на Себя грехи мира. Богоматерь на иконе из ГИМа облачена в одежды диаконисы. В Константинополе была церковь, посвящённая Богоматери Диакониссе. Об этом храме упоминает Константин Порфирородный по случаю торжественных выходов «на второй день недели Обновления». Е. Н. Тарасова задаётся вопросом о связи с константинопольскими торжествами празднования в честь иконы Богоматери Шуйской во вторник Светлой седмицы. Алтарная мозаика, представляющая Богоматерь Диакониссу, имелась в знаменитом Влахернском храме в Константинополе. Возможно, название «Влахернитисса», известное по грузинской иконе, связано с тем, что на иконах извода Шуйско-Смоленской Богоматери было принято изображать Богоматерь диаконисой.

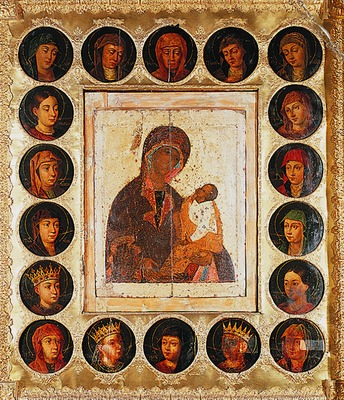
Шуйская-Смоленская икона из Благовещенского собора. XV век
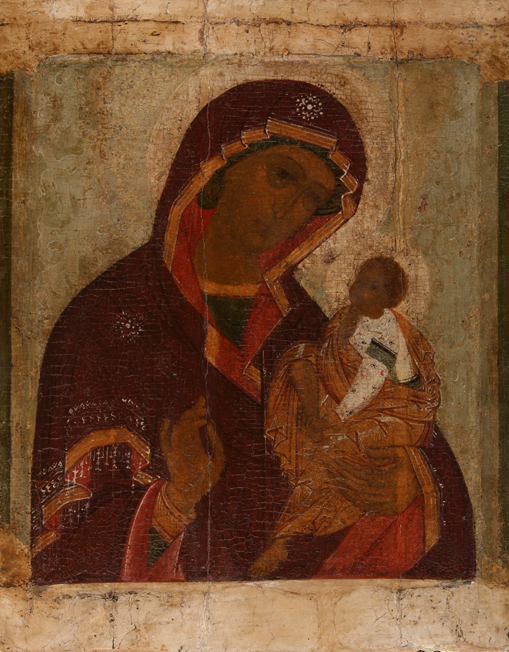
Богоматерь с младенцем Иисусом Христом (двусторонняя икона). Начало XVI века. Ростовская школа. Ивановский областной художественный музей
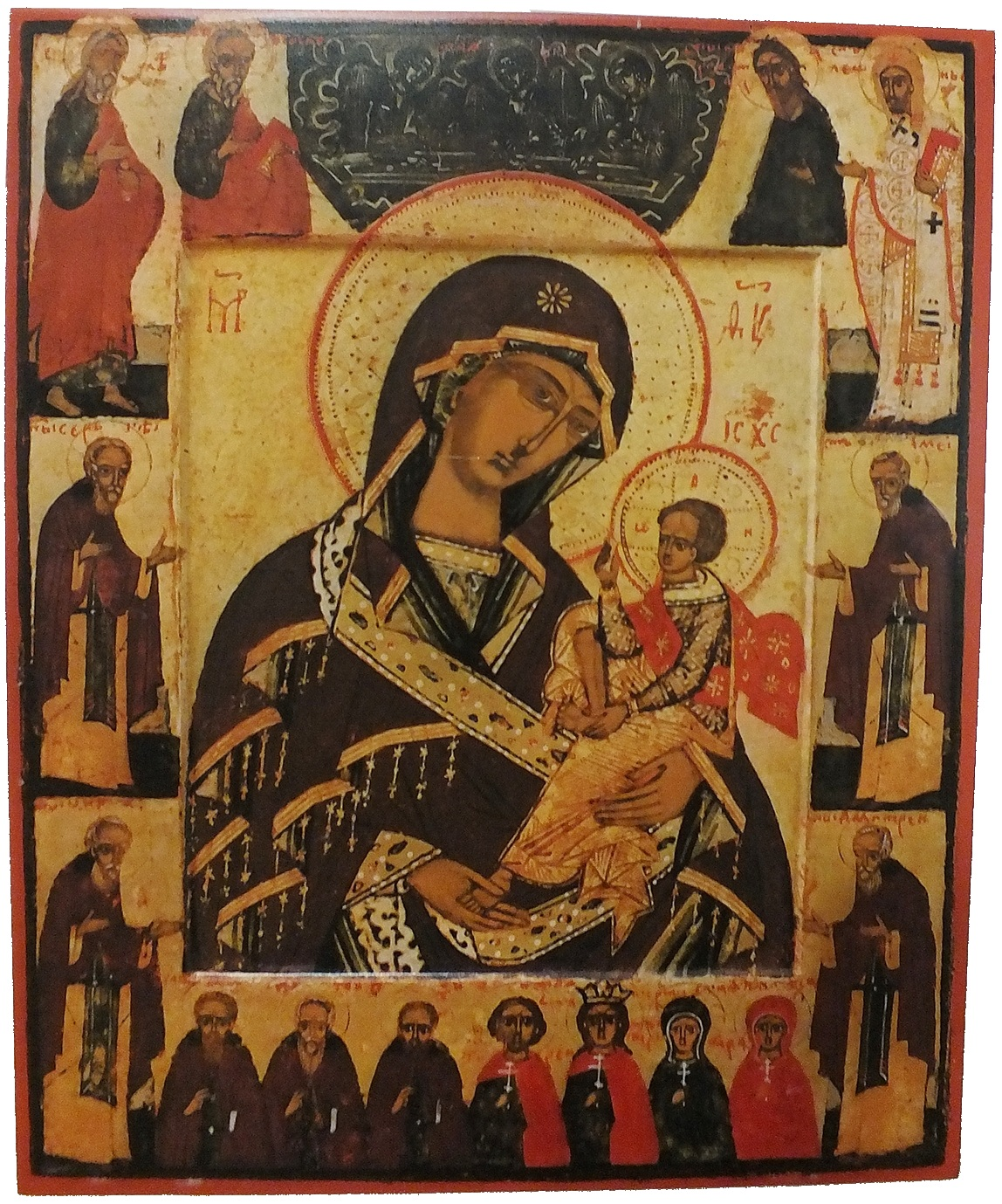
Богоматерь «Шуйская» со Святой Троицей и избранными святыми. Середина XVI века. Государственный исторический музей
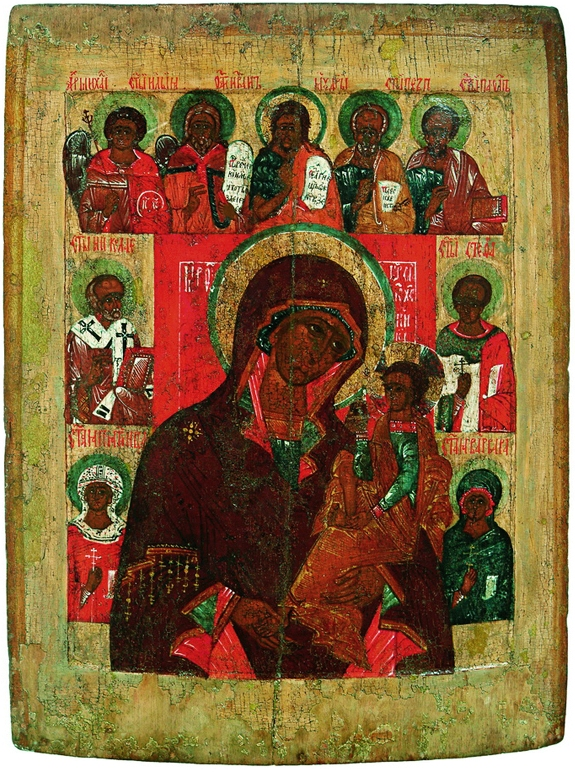
Богоматерь «Шуйская» с избранными святыми. XVI век. Муромский историко-художественный музей
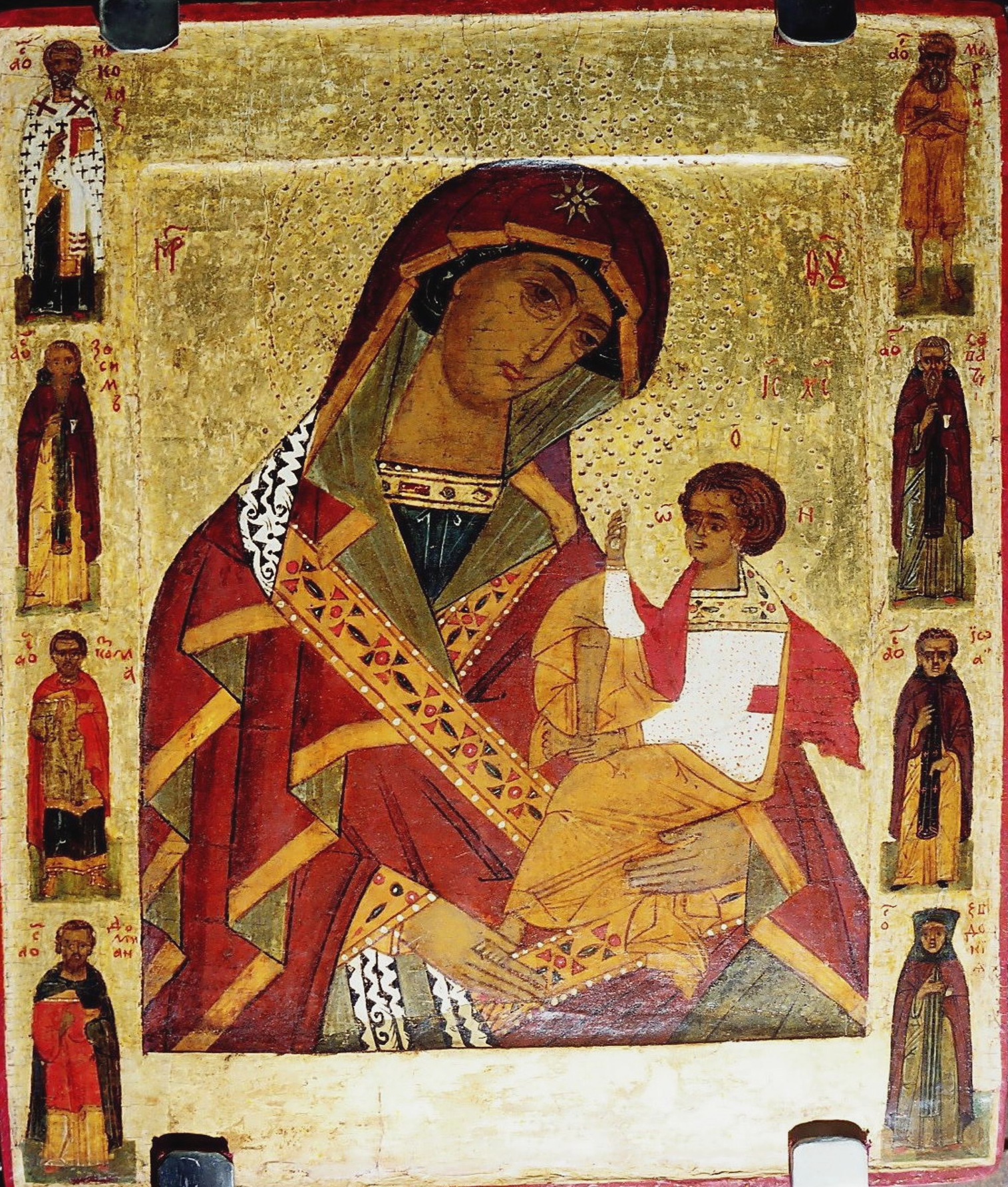
Богоматерь «Шуйская». 2-я половина XVI века. Псковская школа. Государственная Третьяковская галерея
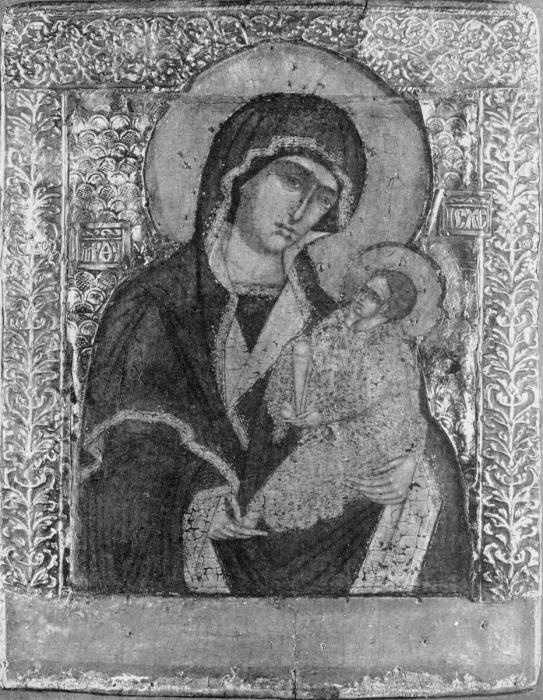
Богоматерь «Шуйская» кисти Бориса Серебрекова. Конец XVI века. Государственная Третьяковская галерея

В начале 2019 года стало известно об исчезновении при неизвестных обстоятельствах из фондохранилища ГИМа иконы XVI века. В пресс-службе музея сообщили, что не смогли найти икону в декабре 2018 года при подготовке к очередной выставке. В Минкультуры официально заявили, что директор музея обращался в ведомство «по поводу факта кражи иконы».

## Списки
Списки с Шуйской иконы начали создавать после событий 1666—1667 годов. Одним из наиболее ранних является список из собрания Музея русской иконы. Он особенно интересен тем, что относится к шуйской школе иконописания, памятники которой почти не выявлены. Список конца XVII века из Третьяковской галереи выполнен почти в том же размере, что и утраченный образ, хотя обычно списки Шуйской иконы были меньше оригинала. Его особенностью являются размещённые погрудно в медальонах архангелы Михаил и Гавриил, которые держат в руках сферы с монограммами имени Христа.
В Воскресенском соборе Шуи находятся икона XIX века и образ, созданный палехским диаконом Александром Барановым.
Чтимые списки икон извода Шуйско-Смоленской Богоматери можно было увидеть в соборных и приходских церквах Петрограда (Санкт-Петербурга), Москвы, Козельска, Коврова, Кинешмы, Иваново-Вознесенска (Иванова), Палеха, в храмах ряда монастырей (Благовещенского в Вязниках, Спасо-Яковлевского в Ростове, Николо-Шартомского близ Шуи, Борковской Троице-Николаевской пустыни близ Холуя, Александровой Чудовой пустыни близ Рыбны и Югской Дорофеевой пустыни в Ярославской области). Некоторые списки сами прославились чудотворениями и стали местночтимыми иконами. Это Ковровский (почитался в приделе Христо-Рождественского собора, затем поступил на временное хранение во Владимиро-Суздальский музей-заповедник), Павловский (почитался в Спасо-Преображенском соборе, сейчас его местонахождение не известно), Нижегородский (хранится в приделе Казанской кладбищенской церкви) и другие списки. Некоторые из них были написаны с двоеперстием в деснице Спасителя, что сдерживало официальное признание, но не умаляло достоинств священного изображения в глазах его почитателей. Одним из таких местночтимых списков была икона XVIII века из Борковской Троице-Николаевской пустыни, расположенной в Бороке близ Холуя Ивановской области (сейчас находится в Музее холуйского искусства). Борковская икона выбрана в качестве средника для иконы Божией Матери Шуйской «в чудесах» XIX века (находится в частном собрании). На двух её клеймах изображены эпизоды исцеления, описанные в «Сказании…».
Более десятка икон хранится в музеях и частных собраниях России.

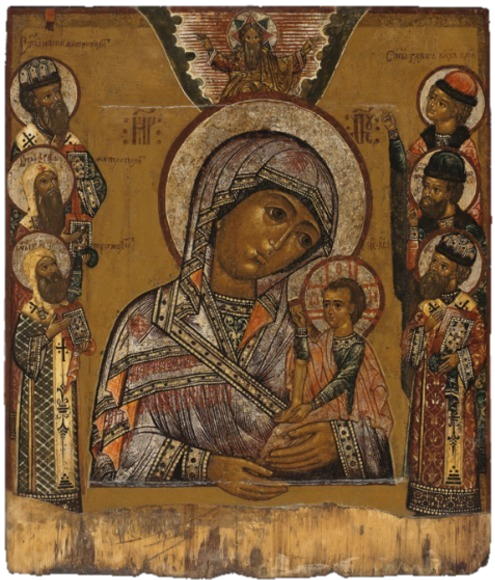
Богоматерь «Шуйская» с избранными святыми. 2-я половина XVII века. Шуйская школа. МРИ
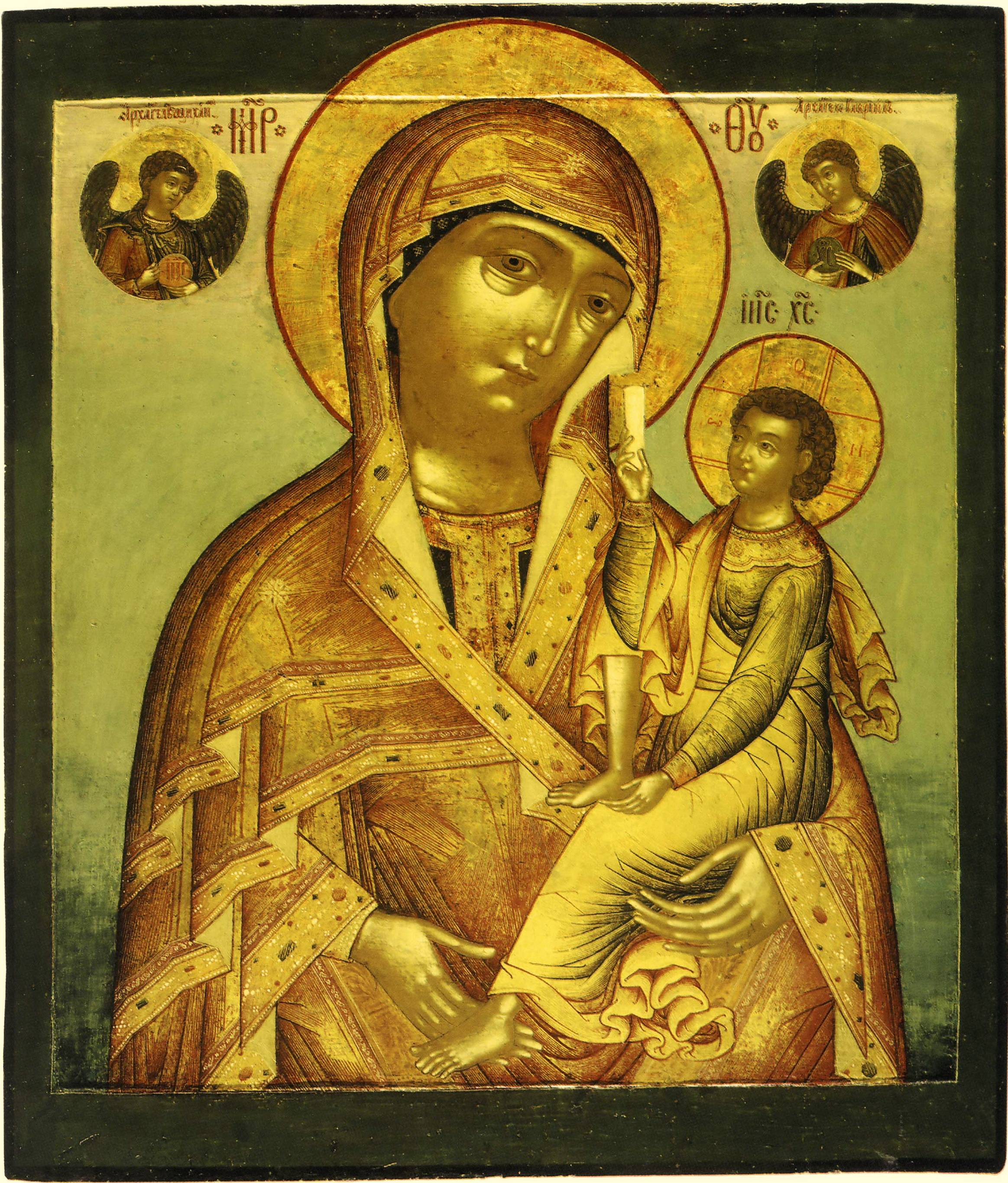
Богоматерь Одигитрия Смоленская Шуйская. Конец XVII века. Школа Оружейной палаты. ГТГ
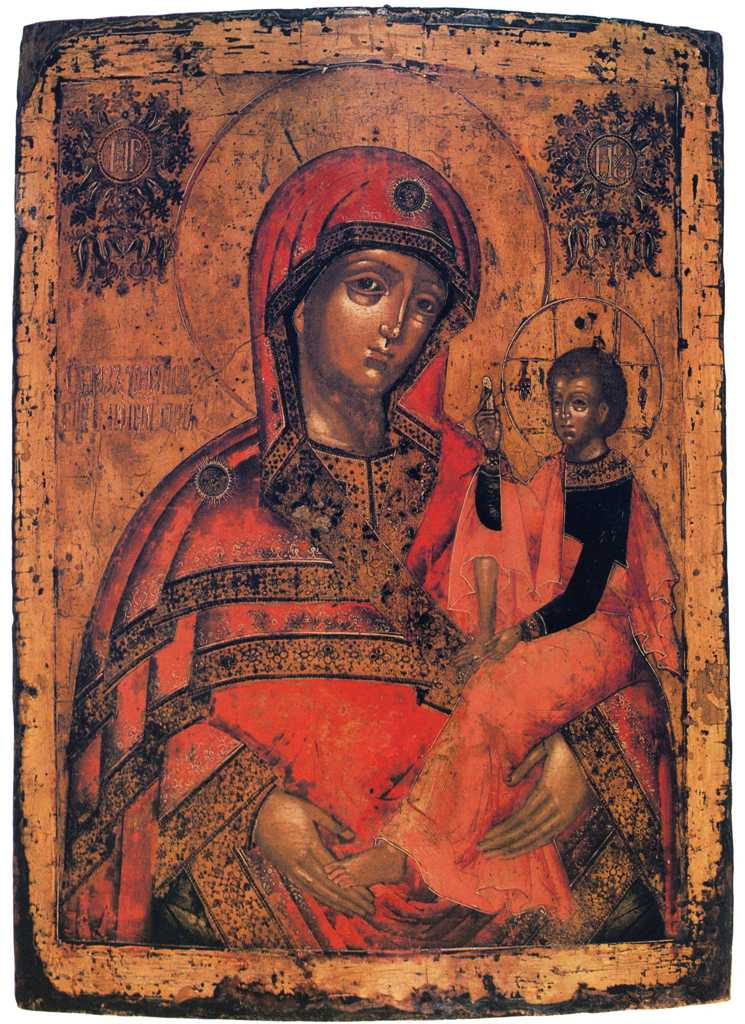
Шуйско-Смоленская икона. XVIII век. Холуйский музей

## Видеоматериалы
- Торжества в честь Шуйской-Смоленской иконы Пресвятой Богородицы 10.08.2017 на канале «Ивановская Епархиальная Телестудия»